# Sonali Bendre
Sonali Bendre (Bombay, 1 januari 1975) is een Indiaas actrice die voornamelijk in Hindi films speelt.

## Biografie
Bendre die modellenwerk deed rolde de filmwereld in via een talentenjacht. Ze kreeg als eerst een rol aangeboden door Sohail Khan in de film Ram, wat uiteindelijk niet meer van de grond kwam. Haar debuut maakte ze op 19-jarige leeftijd met Aag. Gedurende haar carrière scoorde ze hits als Diljale, Major Saab, Zakhm, Sarfarosh, Hum Saath-Saath Hain, Hamara Dil Aapke Paas Hai en Preethse. Ook in de televisie wereld is zij met regelmaat te zien, ze speelde de rol van Shobha Sachdev in de serie Ajeeb Daastaan Hai Ye maar was ook te zien als jurylid in programma's als Indian Idol en India's Got Talent.
Bendre liet in juli 2018 weten uitgezaaide kanker te hebben en voor behandelingen naar New York te gaan. In december 2018 keerde ze terug naar India, haar behandelingen zaten erop. Bendre is er goed van hersteld.

## Filmografie

### Films
| Jaar | Film                                | Rol                             | Opmerking                                  |
| ---- | ----------------------------------- | ------------------------------- | ------------------------------------------ |
| 1994 | Aag                                 | Parul                           |                                            |
| 1994 | Naaraaz                             | Sonali                          |                                            |
| 1995 | The Don                             | Anita Malik                     |                                            |
| 1995 | Gaddaar                             | Priya                           |                                            |
| 1995 | Takkar                              | Mohini                          |                                            |
| 1995 | Bombay                              |                                 | Tamil film, nummer "Humma Humma"           |
| 1996 | Rakshak                             | Dr. Pooja Malhotra              |                                            |
| 1996 | English Babu Desi Mem               | Bijuriya                        |                                            |
| 1996 | Diljale                             | Radhika                         |                                            |
| 1996 | Apne Dam Par                        |                                 | nummer "Aara Hile Chapara Hile"            |
| 1996 | Sapoot                              | Kajal                           |                                            |
| 1997 | Bhai                                | Meenu                           |                                            |
| 1997 | Tarazu                              | Pooja                           |                                            |
| 1997 | Qahar                               | Neelam                          |                                            |
| 1998 | Keemat - They Are Back              | Mansi                           |                                            |
| 1998 | Duplicate                           | Lily                            |                                            |
| 1998 | Humse Badhkar Kaun                  | Anu                             |                                            |
| 1998 | Major Saab                          | Nisha                           |                                            |
| 1998 | Angaaray                            | Roma                            |                                            |
| 1998 | Zakhm                               | Soniya                          |                                            |
| 1999 | Sarfarosh                           | Seema                           |                                            |
| 1999 | Kadhalar Dhinam                     | Roja                            | Tamil film                                 |
| 1999 | Kannodu Kanbathellam                | Kalyani                         | Tamil film                                 |
| 1999 | Hum Saath Saath Hain                | Preeti                          |                                            |
| 1999 | Dahek                               | Sabina Bahkshi/ Neelima Bahkshi |                                            |
| 2000 | Chal Mere Bhai                      | Piya                            | gastoptreden                               |
| 2000 | Hamara Dil Aapke Paas Hai           | Khushi                          |                                            |
| 2000 | Dhai Akshar Prem Ke                 | Nisha                           | gastoptreden                               |
| 2000 | Jis Desh Mein Ganga Rehta Hain      | Saawni                          |                                            |
| 2000 | Preethse                            | Kiran                           | Kannada film                               |
| 2001 | Murari                              | Vasundhara                      | Telugu film                                |
| 2001 | Love You Hamesha                    | Shivani                         |                                            |
| 2001 | Love Ke Liye Kuch Bhi Karega        | Sapna Chopra                    |                                            |
| 2001 | Lajja                               |                                 | nummer "Mujhe Saajan Ke Ghar Jaana Hai"    |
| 2001 | Tera Mera Saath Rahen               | Madhuri                         |                                            |
| 2002 | Indra                               | Pallavi                         | Telugu film                                |
| 2002 | Khadgam                             | Swathi                          | Telugu film                                |
| 2002 | Manmadhudu                          | Harika                          | Telugu film                                |
| 2003 | Anahat                              | koningin Sheelavathi            | Marathi film                               |
| 2003 | Pyaar Kiya Nahin Jaatha             | Disha                           |                                            |
| 2003 | Palnati Brahmanayudu                | Siva Nageswari                  | Telugu film                                |
| 2003 | Chori Chori                         | Pooja                           |                                            |
| 2003 | Kal Ho Naa Ho                       | Priya                           | gastoptreden                               |
| 2004 | Shankar Dada MBBS                   | Dr. Sunita/ Chitti              | Telugu film                                |
| 2004 | Aga Bai Arrecha!                    |                                 | Marathi film, nummer "Cham Cham Karta Hai" |
| 2013 | Once Upon A Time in Mumbai Dobaara! | Mumtaz Khan                     | gastoptreden                               |
| 2022 | Love You Hamesha                    | Shivani                         |                                            |
| 2025 | Be Happy                            | haarzelf                        | cameo                                      |

### Televisie en Webseries
| Jaar       | Programma              | Rol            | Opmerking     |
| ---------- | ---------------------- | -------------- | ------------- |
| 2001–2002  | Kya Masti Kya Dhoom    | presentatrice  |               |
| 2008       | Mr & Mrs Television    | jury           |               |
| 2008-2009  | Indian Idol            | jury           | seizoen 4     |
| 2009-2012  | India's Got Talent     | jury           | seizoenen 1-3 |
| 2012       | Hindustan Ke Hunarbaaz | jury           |               |
| 2014       | Mission Sapne          | presentatrice  |               |
| 2014–2015  | Ajeeb Daastaan Hai Ye  | Shobha Sachdev |               |
| 2013–2016  | India's Best Dramebaaz | jury           |               |
| 2019       | BFF's with Vogue       | gast           | Afl. 3.2      |
| 2021       | Super Dancer           | gast           | seizoen 4     |
| 2022       | DID Li'ls Masters      | jury           |               |
| 2022-heden | The Broken News        | Amina Qureshi  | Zee5 serie    |